# 茅容
茅容（？—？），字季伟，陈留郡（今河南省开封市东南）人，中国东汉儒生。

## 生平
四十余岁时，茅容在田野耕作，与伙伴们在树下避雨，众人都随意坐着，只有茅容坐下更加恭敬有礼。名士郭林宗见到感到惊奇，于是和他说话，茅容留郭林宗住宿。第二天，茅容杀鸡做饭，郭林宗以为给自己吃，既而发现是供他母亲所吃，自己以菜蔬与客同饭。郭林宗起身行礼：“卿真是贤德！”于是劝其学习经书，终成经明行修之士。